# Список песен Twenty One Pilots

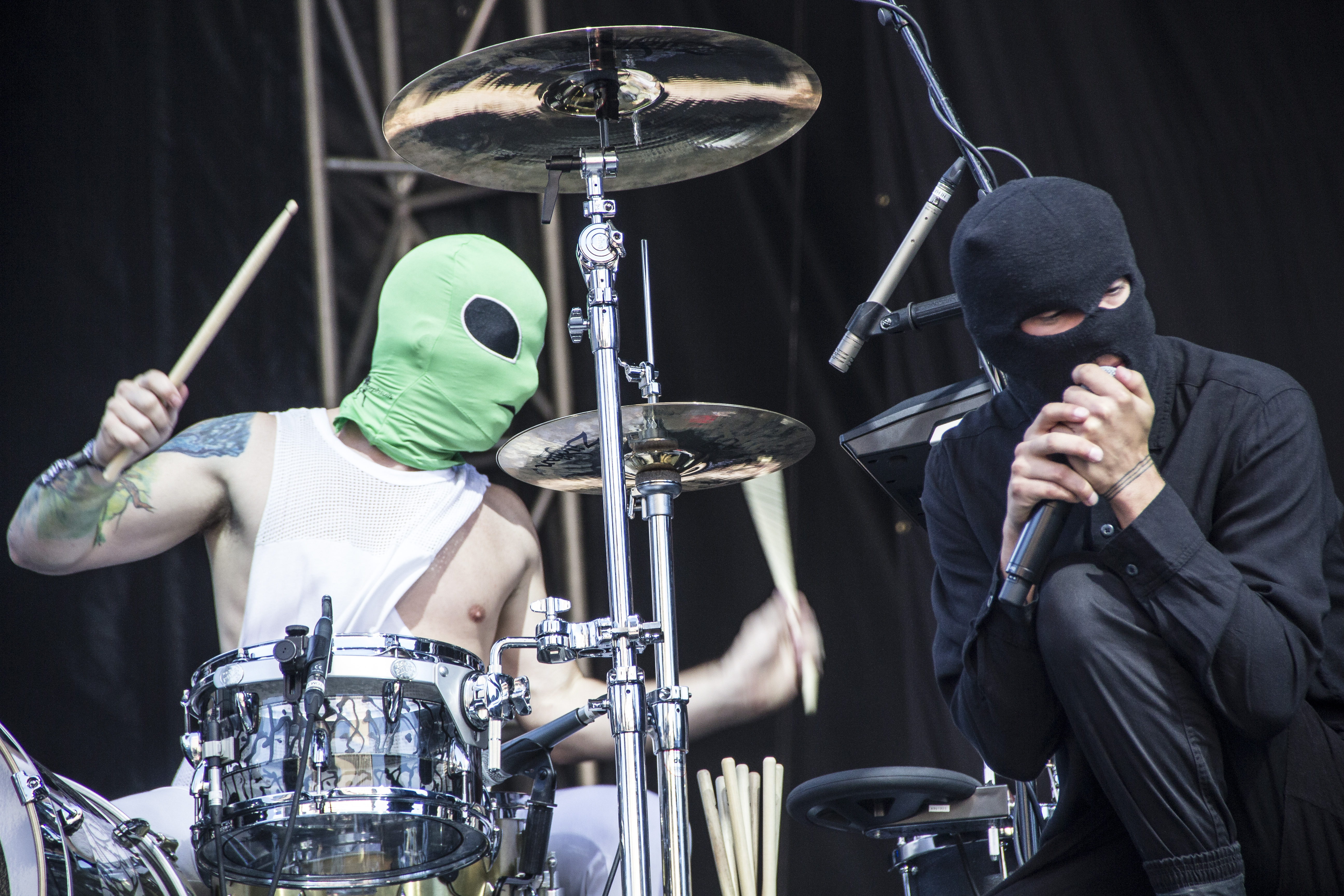
Выступление Twenty One Pilots 2014

Twenty One Pilots выпустили семь студийных альбомов, последним из которых является  Clancy (2024). В состав группы входят фронтмен Тайлер Джозеф, который основал её вместе с бывшими участниками басистом Ником Томасом и барабанщиком Крисом Салихом, и барабанщик Джош Дан, который присоединился к группе в 2011 году.
Список альбомов Twenty One Pilots и их соответствующие чарты можно найти в статье «Дискография Twenty One Pilots».

## Песни, записанные и выпущенные Twenty One Pilots
| Название                                                  | Длительность                         | Релиз                                 | Год       | Примечания |  |
| --------------------------------------------------------- | ------------------------------------ | ------------------------------------- | --------- | --- |  |
| «Addict with a Pen»                                       | 4:47                                 | Twenty One Pilots                     | 2009      | - Впервые была выпущена в мини-альбоме Johnny Boy 4 мая 2009 года, который был распространен среди участников мероприятии Battle of the Bands 10 ноября 2009 года. И более чем через месяц песня появилась в дебютном альбоме группы. |  |
| «Air Catcher» «Air Catcher (Studio Version)»              | 4:13 3:55                            | Twenty One Pilots Вебсайт             | 2009 2011 | - Впервые была выпущена в мини-альбоме Johnny Boy 4 мая 2009 года, который был распространен среди участников мероприятии Battle of the Bands 10 ноября 2009 года. И более чем через месяц песня появилась в дебютном альбоме группы. - Версия из Johnny Boy немного отличается от версии, выпущенной в Twenty One Pilots. - Загруженным онлайн «студийным» версиям песен обычно присваиваются названия де-факто, например, «Альтернативная версия»; однако файл с песней имел название «Air Catcher (Studio Version)». - Студийная версия была записана после Twenty One Pilots и до Regional at Best. - Ошибочно заявлялось, что трек никогда не был выпущен группой, но в 2011 году группа загрузила «Air Catcher (Studio Version)» на свой веб-сайт для бесплатного скачивания. Также были доступны следующие треки: кавер группы на «Jar of Hearts»; Сингл «Jar of Hearts»; и «Slowtown», «Car Radio» и «Trees», которые в конечном итоге войдут в альбом «Regional at Best». |  |
| «Anathema»                                                | 3:59                                 | Regional at Best                      | 2011      | - Некоторые строчки взяты из песни «Blasphemy» с сольного альбома Тайлера Джозефа No Phun Intended |  |
| «Bandito»                                                 | 5:31                                 | Trench                                | 2018      | |  |
| «Be Concerned»                                            | 4:08                                 | Regional at Best                      | 2011      | - Записана с участием Jocef — солистом группы Jocef Michael Band |  |
| «Before You Start Your Day»                               | 3:53                                 | Twenty One Pilots                     | 2009      | |  |
| «Bounce Man»                                              | 3:05                                 | Scaled and Icy                        | 2021      | |  |
| «Can’t Help Falling in Love» (Кавер-версия)               | 2:55 (YouTube) 2:39 (Studio version) | Holding on to You (Мини-альбом)       | 2012      | - Обложка Элвиса Пресли |  |
| «Cancer» (Кавер-версия)                                   | 3:56                                 | Rock Sound Presents: The Black Parade | 2016      | - Обложка My Chemical Romance - Промозапись |  |
| «Car Radio»                                               | 5:14 4:27                            | Regional at Best Vessel               | 2011 2013 | - Перезаписана для альбома Vessel - Сингл |  |
| «A Car, a Torch, a Death»                                 | 4:34                                 | Twenty One Pilots                     | 2009      | |  |
| «Chlorine» «Chlorine (Mexico City)»                       | 5:24 3:59                            | Trench Location Sessions              | 2018 2019 | - Сингл - «Chlorine (Alternative Mix)» — это более короткая версия песни, выпущенная для радио. В этой версии отсутствует концовка, которую можно услышать в оригинальной версии. Длина трека уменьшилась с 5:24 до 3:11. - До того, как название было упрощено до «Chlorine (Mexico City)», песня называлась «Chlorine (19.4326° N, 99,1332° W)». В отличие от других песен Location Sessions, происхождение этой неизвестно, но предполагается, что песня была записана на частном концерте в Мехико, координаты которого указаны в названии. |  |
| «Choker»                                                  | 3:43                                 | Scaled and Icy                        | 2021      | - Сингл |  |
| «Christmas Saves the Year»                                | 3:32                                 | Christmas Saves the Year              | 2020      | - Оригинальная рождественская песня, записанная в домашней студии Тайлера Джозефа. |  |
| «Clear»                                                   | 3:39                                 | Regional at Best                      | 2011      | |  |
| «Cut My Lip» «Cut My Lip (Brooklyn)»                      | 4:43 4:19                            | Trench Location Sessions              | 2018 2019 | - «Cut My Lip (Brooklyn)» — это концертная версия песни (исполняемая вместе с другими «переосмысленными» версиями «Ride», «Smithereens», «Chlorine» и «My Blood»). Видео частного концерта в Бруклине можно найти на канале Entercom на YouTube. Из пяти песен, реконструированных Тайлером Джозефом вживую, «Cut My Lip» была выбрана для мастеринга и повторной загрузки на платформы группы в качестве второй песни Location Sessions. - До того, как название было упрощено до «Cut My Lip (Brooklyn)», песня называлась «Cut My Lip (40.6782°N, 73,9442° W)». |  |
| «Doubt»                                                   | 3:11                                 | Blurryface                            | 2015      | |  |
| «Fairly Local»                                            | 3:27                                 | Blurryface                            | 2015      | - Сингл |  |
| «Fake You Out»                                            | 3:51                                 | Vessel                                | 2013      | - Сингл |  |
| «Fall Away»                                               | 3:02                                 | Twenty One Pilots                     | 2009      | - Некоторые строчки взяты из песни «Drown» с сольного альбома Тайлера Джозефа No Phun Intended |  |
| «Forest»                                                  | 4:06                                 | Regional at Best                      | 2011      | - 18 мая 2011, до релиза Regional at Best, отрывок песни был выпущен в виде видео на YouTube. На титульном кадре название песни значится как «Forrest». Это могло быть названием песни до её официального релиза или опечаткой. |  |
| «Formidable»                                              | 2:56                                 | Scaled and Icy                        | 2021      | |  |
| «Friend, Please»                                          | 4:13                                 | Twenty One Pilots                     | 2009      | - Впервые была выпущена в мини-альбоме Johnny Boy 4 мая 2009 года, который был распространен среди участников мероприятии Battle of the Bands 10 ноября 2009 года. И более чем через месяц песня появилась в дебютном альбоме группы. |  |
| «Glowing Eyes»                                            | 4:19                                 | Regional at Best                      | 2011      | - В записи участвовал Джеймс Траслоу из группы Truslow. |  |
| «Goner»                                                   | 2:07 3:56                            | YouTube Blurryface                    | 2012 2015 | - Первоначально появилась в сольном альбоме Тайлера Джозефа No Phun Intended - В виде независимого видео песня была выпущена на официальном YouTube-канале группы. Интересно, что эта версия заканчивается тем же звуковым эффектом, с которого начинается первая песня Blurryface — «Heavydirtysoul». Кроме того, перезаписанная версия «Goner» — последний трек на Blurryface. - Перезаписана для Blurryface |  |
| «Good Day»                                                | 3:24                                 | Scaled and Icy                        | 2021      | |  |
| «Guns for Hands»                                          | 4:37 4:32                            | Regional at Best Vessel               | 2011 2013 | - Перезаписана для Vessel - Сингл |  |
| «Heathens»                                                | 3:15                                 | Suicide Squad: The Album              | 2016      | - Сингл |  |
| «Heavydirtysoul»                                          | 3:54                                 | Blurryface                            | 2015      | - Сингл - Некоторые строчки взяты из видео Тайлера Джозефа «Street Poetry» |  |
| «Holding on to You»                                       | 4:26 4:23                            | Regional at Best Vessel               | 2011 2013 | - Перезаписана для Vessel - Сингл |  |
| «Hometown»                                                | 3:54                                 | Blurryface                            | 2015      | |  |
| «House of Gold»                                           | 2:43                                 | Regional at Best Vessel               | 2011 2013 | - Релиз состоялся по новостной рассылке - Является бонусным треком на Regional at Best - Сингл - Перезаписана для Vessel |  |
| «The Hype» «The Hype (Berlin)»                            | 4:25 4:10                            | Trench Location Sessions              | 2018 2019 | - Сингл - «The Hype (Alternative Mix)» — это более короткая версия песни, выпущенная для радио. Длина трека уменьшилась с 4:25 до 3:23. - «The Hype (Berlin)» — третья и последняя песня Location Sessions. В отличие от двух своих предшественников, эта запись не имела координаты в названии. После её релиза были сокращены названия других песен Location Sessions. - Процесс записи обновленной версии был снят и опубликован на YouTube-канале дуэта. |  |
| «Implicit Demand for Proof»                               | 4:52                                 | Twenty One Pilots                     | 2009      | |  |
| «Isle of Flightless Birds»                                | 5:46                                 | Twenty One Pilots                     | 2009      | |  |
| «Jar of Hearts» (Cover)                                   | 4:00                                 | YouTube                               | 2010      | - Обложка Кристины Перри |  |
| «Johnny Boy»                                              | 4:39                                 | Twenty One Pilots                     | 2009      | - Впервые была выпущена в мини-альбоме Johnny Boy 4 мая 2009 года, который был распространен среди участников мероприятии Battle of the Bands 10 ноября 2009 года. И более чем через месяц песня появилась в дебютном альбоме группы. |  |
| «The Judge»                                               | 4:57                                 | Blurryface                            | 2015      | |  |
| «Jumpsuit»                                                | 3:59                                 | Trench                                | 2018      | - Сингл |  |
| «Kitchen Sink»                                            | 5:34                                 | Regional at Best                      | 2011      | - Записана с участие брата Тайлера — Заком Джозефом |  |
| «Lane Boy»                                                | 4:13                                 | Blurryface                            | 2015      | - Сингл |  |
| «Leave the City»                                          | 4:40                                 | Trench                                | 2018      | |  |
| «Legend»                                                  | 2:53                                 | Trench                                | 2018      | - Часть песни просочилась в интернет 29 сентября 2018, за 6 дней до релиза Trench |  |
| «Level of Concern» «Level of Concern (live from outside)» | 3:40 3:42                            | Level of Concern Location Sessions    | 2020      | - Песня и клип на неё были выпущены во время пандемии коронавируса - Песня была переосмыслена и исполнена в виде версии под названием «live from outside» для The Tonight Show: At Home Edition. - «Level of Concern (live from outside)» в конечном итоге была выпущена независимо вместе с оригинальной версией. |  |
| «Levitate»                                                | 2:25                                 | Trench                                | 2018      | - Сингл |  |
| «Lovely»                                                  | 4:20 4:18                            | Regional at Best Vessel               | 2011 2013 | - Перезаписанная версия песни стала 15-м бонусным треком Vessel для Великобритании и Европы - Сингл |  |
| «Mad World» (Кавер-версия)                                | 1:45                                 | YouTube                               | 2014      | - Обложка Tears for Fears |  |
| «March to the Sea»                                        | 5:32                                 | Twenty One Pilots                     | 2009      | |  |
| «Message Man»                                             | 4:00                                 | Blurryface                            | 2015      | |  |
| «Migraine»                                                | 3:59                                 | Vessel                                | 2013      | - Промозапись |  |
| «Morph»                                                   | 4:19                                 | Trench                                | 2018      | |  |
| «Mulberry Street»                                         | 3:44                                 | Scaled and Icy                        | 2021      | |  |
| «My Blood»                                                | 3:49                                 | Trench                                | 2018      | - Сингл |  |
| «Neon Gravestones»                                        | 4:00                                 | Trench                                | 2018      | |  |
| «Never Take It»                                           | 3:32                                 | Scaled and Icy                        | 2021      | |  |
| «Nico and the Niners»                                     | 3:47                                 | Trench                                | 2018      | - Сингл |  |
| «No Chances»                                              | 3:46                                 | Scaled and Icy                        | 2021      | |  |
| «Not Today»                                               | 3:58                                 | Blurryface                            | 2015      | |  |
| «Ode to Sleep»                                            | 5:14 5:08                            | Regional at Best Vessel               | 2011 2013 | - Некоторые строчки взяты из песни «Just Like Yesterday» с сольного альбома Тайлера Джозефа No Phun Intended - Перезаписана для Vessel - Во время тура Quiet Is Violent World Tour песня часто начиналась с короткого стихотворения под названием «Only Skeleton Bones Remain». - Промозапись |  |
| «Oh, Ms. Believer»                                        | 3:37                                 | Twenty One Pilots                     | 2009      | |  |
| «The Outside»                                             | 3:36                                 | Scaled and Icy                        | 2021      | - Сингл |  |
| «The Pantaloon»                                           | 3:32                                 | Twenty One Pilots                     | 2009      | |  |
| «Pet Cheetah»                                             | 3:18                                 | Trench                                | 2018      | |  |
| «Polarize»                                                | 3:46                                 | Blurryface                            | 2015      | |  |
| «Redecorate»                                              | 4:05                                 | Scaled and Icy                        | 2021      | |  |
| «Ride»                                                    | 3:34                                 | Blurryface                            | 2015      | - Сингл |  |
| «Ruby»                                                    | 4:30                                 | Regional at Best                      | 2011      | |  |
| «The Run and Go»                                          | 3:51                                 | Vessel                                | 2013      | |  |
| «Saturday»                                                | 2:52                                 | Scaled and Icy                        | 2021      | - Сингл |  |
| «Save»                                                    | 4:02                                 | Вебсайт                               | 2010      | - Песня изначально появилась в сольном альбома Джозефа No Phun Intended, но позже была перезаписана и стала синглом. - Перезаписанная версия, содержащая более сильную электрогитару и ударные, была размещена на веб-сайте группы для загрузки в 2010 году, но с тех пор была удалена. |  |
| «Screen»                                                  | 3:49                                 | Vessel                                | 2013      | |  |
| «Semi-Automatic»                                          | 4:14                                 | Vessel                                | 2013      | |  |
| «Shy Away»                                                | 2:55                                 | Scaled and Icy                        | 2021      | - Сингл |  |
| «Slowtown»                                                | 4:57                                 | Regional at Best                      | 2011      | |  |
| «Smithereens»                                             | 2:57                                 | Trench                                | 2018      | |  |
| «Stressed Out»                                            | 3:22                                 | Blurryface                            | 2015      | - Сингл |  |
| «Taxi Cab»                                                | 4:46                                 | Twenty One Pilots                     | 2009      | - Впервые была выпущена в мини-альбоме Johnny Boy 4 мая 2009 года, который был распространен среди участников мероприятии Battle of the Bands 10 ноября 2009 года. И более чем через месяц песня появилась в дебютном альбоме группы. |  |
| «Tear in My Heart»                                        | 3:08                                 | Blurryface                            | 2015      | - Сингл |  |
| «Time to Say Goodbye»                                     | 3:15                                 | Johnny Boy (мини-альбом)              | 2009      | - Впервые была выпущена в мини-альбоме Johnny Boy 4 мая 2009 года, который был распространен среди участников мероприятии Battle of the Bands 10 ноября 2009 года. - Группа планировала включить песню в дебютный альбом Twenty One Pilots, но в конечном итоге это не произошло из-за проблем с авторскими правами. - В песне используется семпл песни Con te partirò (также известной как «Time to Say Goodbye»). Песню группы не следует путать с кавером, так как большая часть текста принадлежит Тайлеру Джозефу. - Это первая песня группы, которую услышал Джош Дан, что побудило его поговорить с Тайлером Джозефом и в конечном итоге привело к тому, что он стал участником Twenty One Pilots. - Эта песня стала последним релизом для оригинального состава группы. |  |
| «Trapdoor»                                                | 4:37                                 | Twenty One Pilots                     | 2009      | |  |
| «Trees»                                                   | 4:20 4:27                            | Regional at Best Vessel               | 2011 2013 | - Первоначально появилась в сольном альбоме Тайлера Джозефа No Phun Intended - Перезаписана для Vessel |  |
| «Truce»                                                   | 2:22                                 | Vessel                                | 2013      | |  |
| «Two»                                                     | 3:05                                 | Regional at Best                      | 2011      | - Релиз состоялся по новостной рассылке - Является бонусным треком на Regional at Best |  |
| «We Don’t Believe What’s on TV»                           | 2:57                                 | Blurryface                            | 2015      | |  |

## Неизданные песни, записанные Twenty One Pilots
| Название             | Год  | Примечания | Ссылки        |
| -------------------- | ---- | --- | ------------- |
| «I Need Something»   | 2011 | - Используется в качестве фоновой музыки в видео, выпущенном на YouTube-канале Twenty One Pilots. Видео озаглавлено «twenty one pilots: Regional at Best Tour Part 01 (Episode 06 — Regional at Best: The Web Series)»". Песня также известна как «I Need Something (To Kill Me).» - Полная версия «I Need Something (To Kill Me)» появляется на флэш-накопителе Level of Concern Alternate Reality Game, подаренном ранним победителям игры. Имя файла трека было «webseries001». Полная версия появилась в ноябре 2020 года. | [ 25 ] [ 26 ] |
| «Korea (Demo)»       | 2012 | | [ 27 ]        |
| «Screen (Demo)»      | 2013 | | [ 28 ]        |
| «Untitled Demo 2011» | 2011 | | [ 29 ]        |
| «Untitled Demo 2013» | 2013 | | [ 30 ]        |

## Флэш-накопитель Level of Concern Alternate Reality Game
В 2020 году Twenty One Pilots запустили игру Level of Concern Alternate Reality Game, и первые 500 человек, успешно завершивших ее, получили в подарок флешку с эксклюзивными изображениями, видео и неизданными демо-треками 2011 года.
Все треки в конечном итоге просочились на YouTube, многие из которых раньше никогда не слышали. В большинстве аудиофайлов отсутствует вокал. Папка, в которой находились треки, называется «Old Demos 2011». Имена файлов треков следующие: «bellkit.mp3», «Blue Score 002.mp3», «Classic.mp3», «Creepy.mp3», «Disco.mp3», «pianobeat.mp3», «Regg.mp3», «Techno2.mp3», «webseries001.wav», «webseries002.wav», «webseries003.wav», «webseries004.wav», «webseries005.wav», и «webseries006.wav».
Трек «Blue Score 002» использовался в качестве музыкального сопровождения для Emotional Roadshow World Tour.